# Кохання в повітрі
«Кохання в повітрі» — фільм 2005 року.

## Зміст
30-річний Ян внаслідок отриманої в дитинстві травми панічно боїться літаків. Ця неприємна особливість дуже заважає жити — по-перше, він працює на тренажері з навчання пілотів діям в екстремальних ситуаціях, а по-друге, він не зміг свого часу відправитися услід за своїм коханням на край світу. Так що тепер він працює, ділить квартиру із другом, читає комікси, покурює марихуану — загалом, живе нудним, позбавленим якогось сенсу життям. Зустріч із Алісою змушує його взятися за себе — спробувати подорослішати, змужніти. Та чи здатний він на це, якщо звик утікати від будь-яких життєвих проблем?